# Meta AI

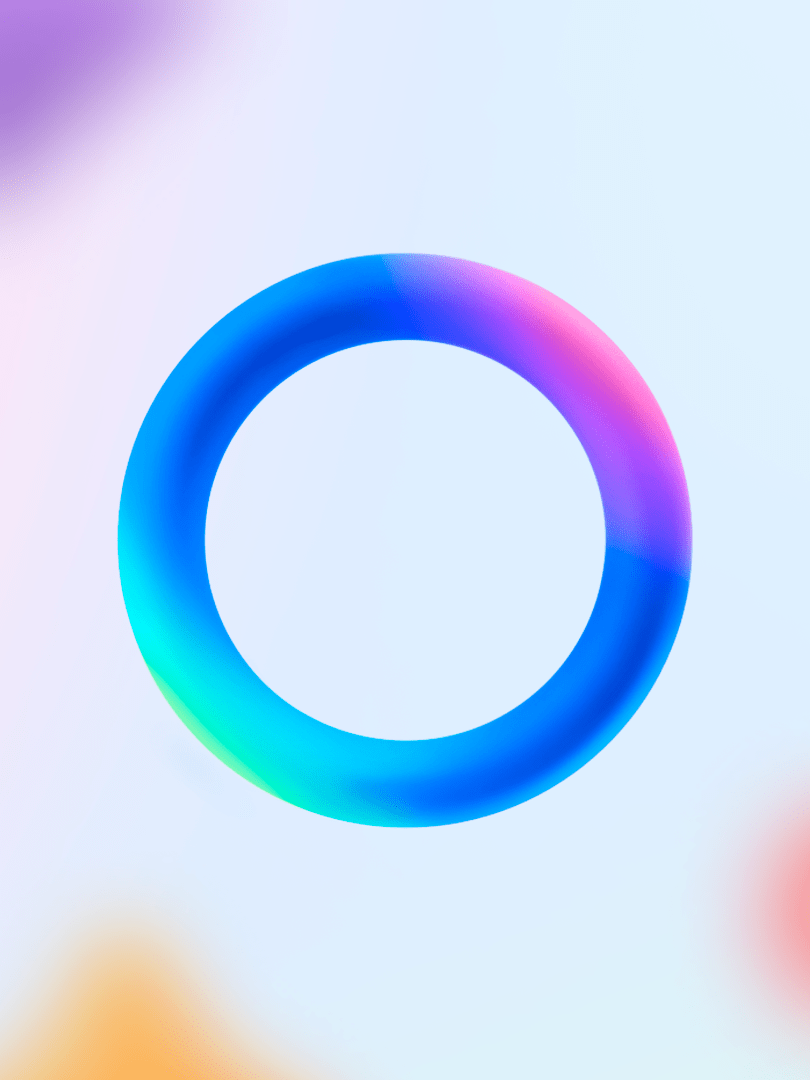
Logo

Meta AI (ehemals Facebook Artificial Intelligence Research) ist eine Forschungsabteilung von Meta Platforms, die sich mit der Entwicklung von künstlicher Intelligenz sowie augmentierten und virtuellen Realitätstechnologien beschäftigt. Sie versteht sich als akademisches Forschungslabor mit dem Ziel, Wissen für die KI-Community zu generieren, und unterscheidet sich von Metas Applied Machine Learning (AML)-Team, das sich auf die praktische Anwendung von Produkten konzentriert.

## Anwendungen
Am 27. September 2023 wurde Meta AI als Sprachassistent auf der zweiten Generation der Ray-Ban Meta Smart Glasses vorinstalliert. Am 23. April 2024 kündigte Meta ein Update an, das es Meta AI ermöglicht, multimodale Eingaben über Computer Vision zu verarbeiten. Am 23. Juli 2024 wurde bekanntgegeben, dass Meta AI mit Vision in Version 68 des Horizon OS auf der Meta Quest 3 und Quest Pro integriert wird, um physische Objekte im Passthrough-Modus zu erkennen und die bisherige Sprachassistenten-Software zu ersetzen. Meta AI ohne Vision wird auch auf der Quest 2 unterstützt.

## Verfügbarkeit
Der Chatbot Meta AI ist in mehreren Sprachen und in über 40 Ländern verfügbar, darunter zum Beispiel Argentinien, Großbritannien oder Kanada und seit Februar 2025 auch Teile des Nahen Ostens und Nordafrikas, nachdem das Programm um Arabisch erweitert wurde. Zu diesem Zeitpunkt verwendeten nach Angaben von Meta damals bis zu 700 Millionen Nutzer den Chatbot, der auf Meta-eigenen Plattformen wie Facebook, Instagram oder WhatsApp zur Verfügung steht.

## Aktuelle Forschung
Meta AI arbeitet an verschiedenen Forschungsbereichen, darunter:
Natürliche Sprachverarbeitung und konversationelle KI: Verbesserung der Technologien zur sicheren Kommunikation, unabhängig von der Sprache des Nutzers. Ein Schwerpunkt liegt auf der unüberwachten maschinellen Übersetzung und der Entwicklung von Modellen, die Kreativität in der Sprachgenerierung fördern.
LLaMA: Im Februar 2023 führte Meta AI LLaMA (Large Language Model Meta AI) ein, ein großes Sprachmodell mit 7 bis 65 Milliarden Parametern.
Hardware: Bis 2022 nutzte Meta AI hauptsächlich CPUs und eigene kundenspezifische Chips, bevor auf Nvidia GPUs umgestellt wurde. Dies erforderte eine vollständige Neugestaltung mehrerer Rechenzentren, um den erhöhten Netzwerkbedarf und neue Kühlsysteme zu berücksichtigen.
Das Beweisen mathematischer Sätze: Im Jahr 2022 entwickelte Meta eine Methode namens HyperTree Proof Search (HTPS), die erfolgreich Beweise für 10 Probleme der Internationalen Mathematik-Olympiade im Lean-Format generierte.

## Geschichte
Das Labor wurde als Facebook Artificial Intelligence Research (FAIR) gegründet und offiziell im September 2013 angekündigt. Erster Direktor war Yann LeCun, ein Professor für Deep Learning an der New York University und Turing-Preisträger. FAIR eröffnete Forschungszentren in Menlo Park, London, Paris und weiteren Städten. Im Jahr 2016 schloss sich FAIR mit Google, Amazon, IBM und Microsoft zur Partnership on Artificial Intelligence to Benefit People and Society zusammen, einer Organisation mit Fokus auf offene Forschung und ethische Praktiken. 2018 trat Jérôme Pesenti die Nachfolge von LeCun als Präsident von FAIR an, während LeCun die Rolle des Chief AI Scientist übernahm. Nach der Umbenennung von Facebook, Inc. in Meta Platforms, Inc. wurde FAIR in Meta AI umbenannt.
Im Jahr 2022 sagte Meta AI die 3D-Struktur von 600 Millionen potenziellen Proteinen in nur zwei Wochen voraus.